# Elsenbach (Neumarkt-Sankt Veit)
Elsenbach ist ein Gemeindeteil der Gemeinde Neumarkt-Sankt Veit und eine Gemarkung im oberbayerischen Landkreis Mühldorf am Inn.

## Geschichte
Das ursprünglich in Elsenbach angesiedelte Benediktinerkloster Sankt Veit, das 1121 von Dietmar von Lungau gegründet worden war, wurde im Jahre 1171 auf den Vitusberg über der Rott verlegt. Die heutige katholische Filialkirche Maria Himmelfahrt ist eine über Fundamenten des Vorgängerbaus von 1171 errichtete spätgotische Wandpfeilerkirche mit eingezogenem Chor und Westturm aus verputztem Backstein aus der zweiten Hälfte des 15. Jahrhunderts. Die Erneuerung der Dachwerke erfolgte 1721/22 (dendro-datiert), der Zwischendecken und des Turms 1749/50 (dendro-datiert). Die Barockisierung erfolgte 1766, die Regotisierung, Erneuerung des Sakristeidaches und der Rückbau der Turmobergeschosse 1859–65 (ebenfalls dendro-datiert).
Elsenbach wurde mit dem bayerischen Gemeindeedikt von 1818 eine selbstständige Gemeinde, die die Orte Altenmarkt, Buch, Edengrub, Eitlhub, Gmain, Grusberg, Hafenöd, Hickersöd, Höcken, Höllthal, Hönning, Kalteneck, Kumpfmühle, Möselsberg, Plachenberg, Reiser, Stetten, Thannengrub, Waltersberg und Zeiler umfasste. Die Gemeinde wurde am 1. Januar 1972 nach Neumarkt-Sankt Veit eingemeindet.